# Escíato
Escíato (em grego: Σκιάθος) é uma ilha do arquipélago das Espórades, na Grécia. Situada preto de Escópelos, Escíatos é a ilha mais ocidental do grupo. A parte continental da Grécia e a Magnésia estão a oeste.
A ilha conta com a cidade de Escíato e as comunidades de Cucunaries, Canapítsa, Vromolímno e Trúlo. A cidade de Escíatos é um porto que alberga pequenas embarcações e serviços de ferry-boat que a ligam a Escópelos, Volos, Agios Konstantinos e ao resto da Grécia.
O município (dimos) de Escíato inclui as ilhas de Tsúgria e Répio, e tem uma área total de 49,898 km². As suas cidades maiores são Escíato (4988 hab. em 2001), Xânemo (195), Calívia (179), Trúlo (159), e Cucunariés (126).
O famoso musical "Mama Mia!" foi rodado na ilha.
O escritor Alexandros Papadiamantis residiu na ilha.

## Mitologia
Pélias, filho de Posidão e Tiro, ainda novo, foi banido de sua terra natal por Mimas e conquistou, com seus amigos, as ilhas de Escíato e Pepareto (Escópelos). Mais tarde, com o apoio de Quíron, ele saiu das ilhas e se tornou rei de Iolco.

## Ligações externas

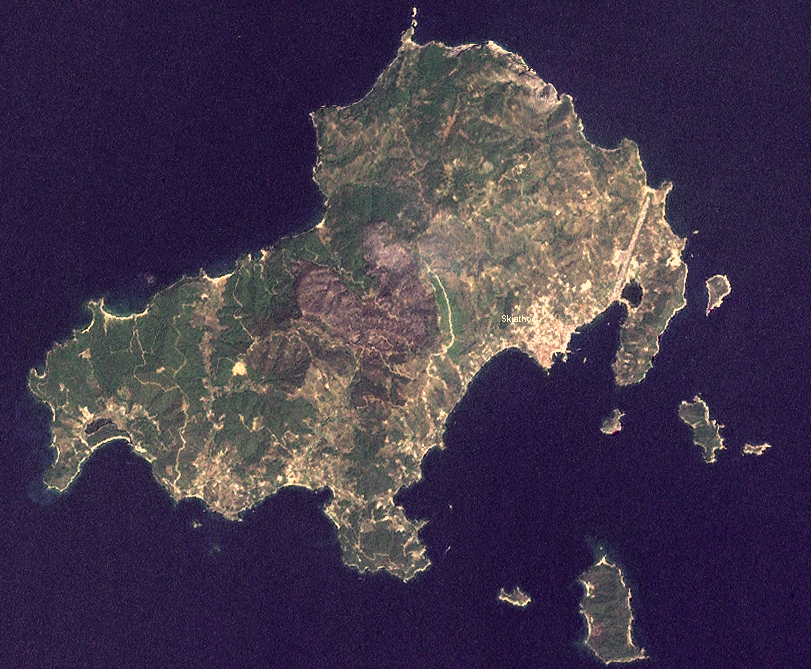
Imagem de satélite de Escíato